# Перець (газовий балончик)
«Перець» — газовий балончик сльозогінної та подразнюючої дії. Балончик призначений для використання цивільними особами як засіб самозахисту і являє собою аерозольний балон, діючий препарат якого здійснює сльозогінну та подразнюючу дію. Заявлені ефекти можуть тривати як правило до півгодини, але точний час їх прояву залежить і від індивідуальних особливостей організму нападника і від зовнішніх обставин, наприклад від погодних умов. Як іритант (діюча речовина) в даному балончику використаний капсаїцин, що є витяжкою з натурального червоного перцю. Препарат уражає очі або інші частини тіла супротивника широким «конусом» аерозольної хмари, він ефективний при застосуванні як проти осіб, які перебувають у стані алкогольного сп'яніння, так і проти собак. Капсаїцин є високоефективною речовиною самозахисту, але має і свої недоліки серед яких зменшення ефективності дії на морозі і велику в'язкість вмісту що утруднює потрапляння речовини в очі і зменшує дію речовини до мінімуму на вчасно закриті очі. Балончик виготовляється в Україні, має перелік модифікацій.

## Основні характеристики Перець-1б
- Маса заправленого балона: 45 ± 2 грам
- Дальність застосування: до 2,5 метра (дальність гарантованого ураження до 1,5 метрів)
- Висота виробу: 88 ± 4 міліметрів
- Діаметр виробу: 35 міліметрів
- Час безперервного використання: 4-5 секунд
- Зберігати і використовувати при температурі: від -10 до +50 °C.[2]

## Модифікації
- Перець-1б — основна модифікація.
- Перець-1б LED — модифікація з пристосуванням додатком для підсвітки (освітлення) цілі, у вигляді накладки на балончик з одним потужним діодом.
- Перець-1м — глибоко модифікована версія, корпус видовжений, змінена конструкція спускової кнопки, зменшена до 2 метрів дальність, збільшена до 5-6 секунд тривалість розпилення, габарити 99×25 мм.
- Перець-4 — збільшений у розмірах балончик, габарити 124×35 мм.
- Перець-4 LED — модифікація у вигляді балончика Перець-4 з пристосуванням додатком для підсвітки (освітлення) цілі, у вигляді накладки на балончик з одним потужним діодом.

## Техніка безпеки
Балончик треба застосовувати тільки разі крайньої необхідності. При потраплянні діючої речовини в очі слід знати, що діючою речовиною цього балончика є капсаїцин і він зовсім не розчиняється у воді, і навіть великі обсяги води не розмивають його. Поліпшити стан уражених частин тіла можна, промивши їх мильною водою або водою з додаванням дитячого шампуню. Промивання при ураженні очей перцевим балончиком потрібно проводити протягом 10-15 хвилин. Оскільки капсаїцин добре розчиняється в жирі, треба нейтралізувати перцевий балончик молоком, рослинною олією, жирною сметаною — ці продукти зазвичай є під рукою. Потім залишки жирної рідини треба змити великою кількістю теплової води з милом або шампунем для дітей. Звичайний шампунь використовувати протипоказано, бо звичайні шампуні викликають додаткове подразнення очей. Слід пам'ятати, що описані способи нейтралізації розраховані саме на перцевий балончик і будуть мало дієвими проти потрапляння в очі вмісту балончиків, що не містять капсаїцин.